# 廉価
| ウィキペディアには「廉価」という見出しの百科事典記事はありません（タイトルに「廉価」を含むページの一覧/「廉価」で始まるページの一覧）。 代わりにウィクショナリーのページ「廉価」が役に立つかもしれません。 |